# Spoorlijn 97
Spoorlijn 97 is een Belgische spoorlijn die Bergen via Quiévrain met Frankrijk verbindt. Het Belgische gedeelte van de lijn is 20,2 km lang. De spoorlijn was dubbelsporig. Ze werd op enkelspoor gebracht en geëlektrificeerd van Saint-Ghislain tot Quiévrain.

## Geschiedenis

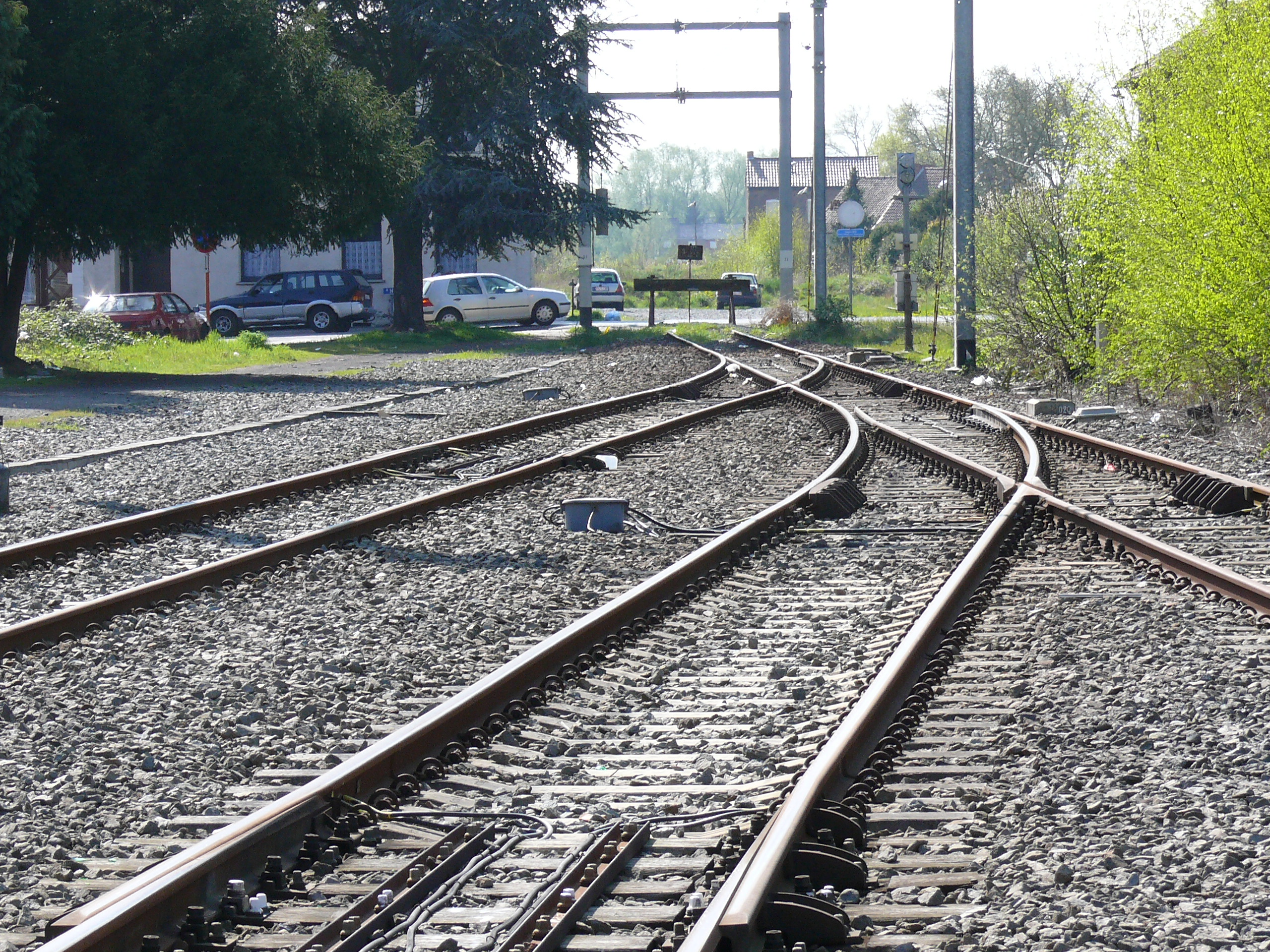
Huidige eindpunt bij station Quiévrain

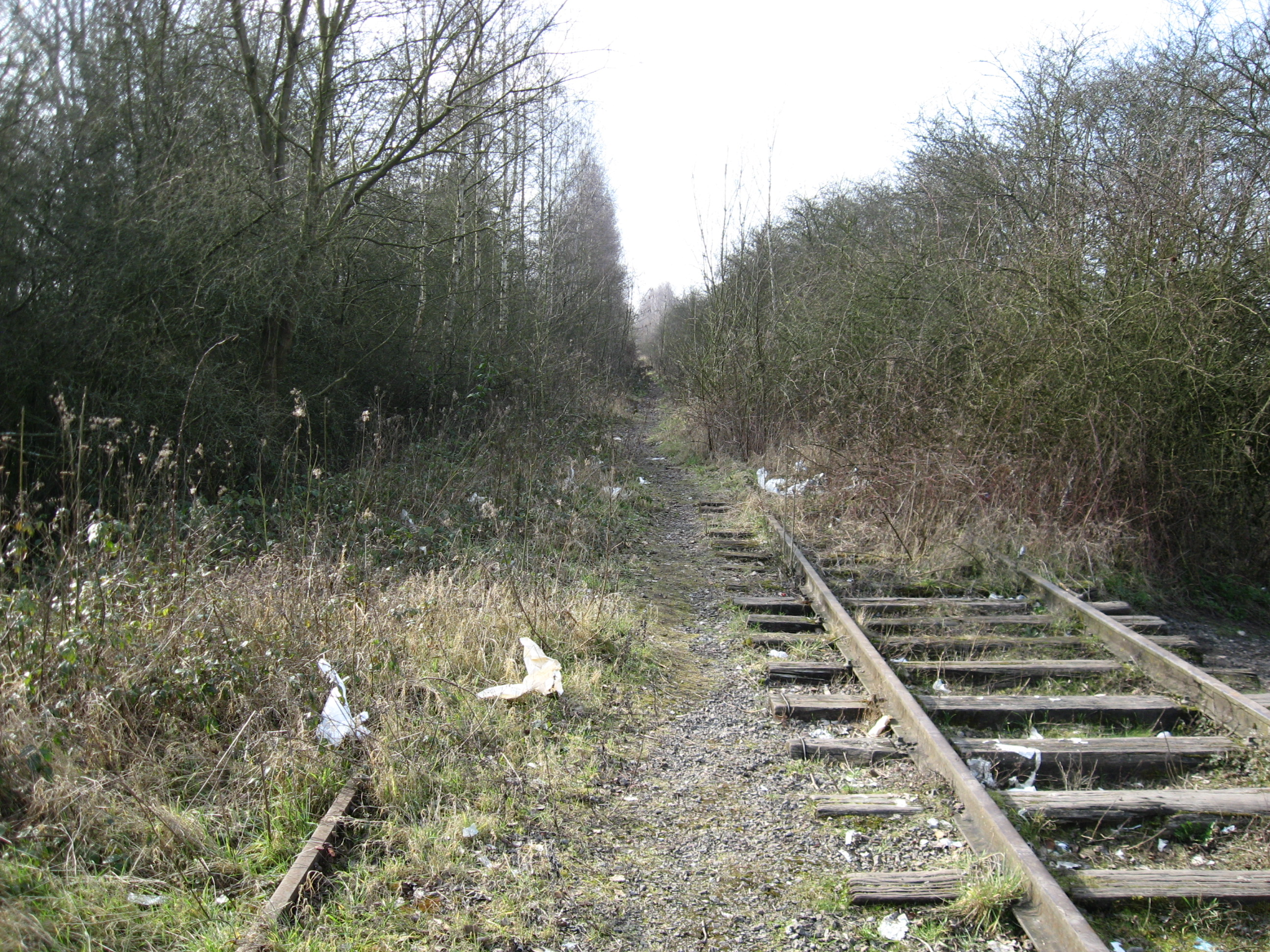
Spoorlijn bij de grens in 2008. Zicht naar Frankrijk

Spoorlijn 97 maakte deel uit van de hoofdspoorlijn Brussel - Bergen - Valenciennes en werd geopend in 1842. De lijn maakte oorspronkelijk ook deel uit van spoorlijn 96 . Hierlangs reden in 1846 de eerste treinen tussen Parijs en Brussel, voordat de verbinding Creil - Jeumont - Erquelinnes - Charleroi (spoorlijn 130A) in 1855 is aangelegd. De grenscontrole in Quiévrain gaf aanleiding tot het ontstaan van de uitdrukking outre-Quiévrain ("voorbij Quiévrain"): zowel in België als in Frankrijk werd dit een algemene manier om naar het buurland te verwijzen.

In 1976 is het grensoverschrijdende reizigersverkeer opgeheven en in 1992 is het baanvak Quiévrain - Blanc-Misseron buiten dienst gesteld. Dit grensbaanvak is overwoekerd en er is een niet officieel wandelpad op en langs de oude spoorbaan. Sommige internationale reizigers wandelen de grens over (ongeveer een halfuur door het dorp) om net over de grens de stadsbus van Valenciennes te nemen. Er is geen doorgaande busverbinding meer.

## Toekomst
Er waren plannen om de lijn in 2019 te heropenen voor goederenvervoer. Die plannen zijn niet uitgevoerd.

## Treindiensten
De NMBS verzorgt het personenvervoer met IC, L-, Piekuur- en ICT-treinen. 
| Serie       | Treinsoort            | Route                                                                                         | Bijzonderheden                                                                      |
| ----------- | --------------------- | --------------------------------------------------------------------------------------------- | ----------------------------------------------------------------------------------- |
| IC 14       | Intercity (NMBS)      | Quiévrain – Bergen – Brussel-Zuid – Leuven – Luik-Guillemins                                  | Rijdt alleen op werkdagen.                                                          |
| IC 19       | Intercity (NMBS)      | Kortrijk – Moeskroen – Herzeeuw – Froyennes – /Doornik – Bergen – Charleroi-Centraal – Namen  | Eerst en laatste ritten van/naar Kortrijk.                                          |
| IC 25       | Intercity (NMBS)      | Moeskroen – Doornik – Bergen – Charleroi-Centraal – Namen – Luik-Guillemins – Herstal – Liers | Rijdt in het weekend tussen Moeskroen en Liers.                                     |
| L 4650      | L-trein (NMBS)        | Quévy – Bergen – [ Doornik – Moeskroen ] / [ Quiévrain ]                                      | Rijdt in het weekend tussen Bergen en Quiévrain.                                    |
| L 4850      | L-trein (NMBS)        | Geraardsbergen – Aat – Bergen – [ Doornik – Moeskroen ] / [ Quévy ]                           | Rijdt op werkdagen Geraardsbergen-Moeskroen. Rijdt in weekends Geraardsbergen-Quèvy |
| ICT 6700    | Toeristentrein (NMBS) | Charleroi-Centraal – Bergen – Doornik – Moeskroen – Brugge – Blankenberge                     | Rijdt in juli en augustus.                                                          |
| P 7560/8560 | Piekuurtrein (NMBS)   | Bergen – [ Quiévrain ] / [ Doornik ]                                                          | Rijdt alleen op werkdagen.                                                          |
| P 7580/8580 | Piekuurtrein (NMBS)   | Aat – Bergen – Doornik                                                                        | Rijdt alleen op werkdagen. Een trein verder naar Doornik.                           |
| P 7800/8800 | Piekuurtrein (NMBS)   | Quiévrain – Bergen – Brussel-Zuid – Schaarbeek                                                | Rijdt alleen op werkdagen.                                                          |
| P 7860/8860 | Piekuurtrein (NMBS)   | Bergen – [ Quiévrain ] / [ Doornik ]                                                          | Rijdt alleen op werkdagen.                                                          |

## Aansluitingen
In de volgende plaatsen is of was er een aansluiting op de volgende spoorlijnen:
Bergen
Spoorlijn 96 tussen Brussel-Zuid en Quévy
Spoorlijn 98 tussen Bergen en Quiévrain
Spoorlijn 118 tussen La Louvière-Centrum en Bergen
Jemappes
Spoorlijn 98B tussen Flénu-Produits en Jemappes
Quaregnon
Spoorlijn 243 tussen Quaregnon en Jemappes Rivage
Saint-Ghislain
Spoorlijn 78 tussen Saint-Ghislain en Doornik
Spoorlijn 90 tussen Denderleeuw en Saint-Ghislain
Spoorlijn 99 tussen Saint-Ghislain en Warquignies
Spoorlijn 100 tussen Saint-Ghislain en Maffle
Spoorlijn 102 tussen Saint-Ghislain en Frameries
Spoorlijn 245 tussen Saint-Ghislain en Saint-Ghislain Rivage
Quiévrain
Spoorlijn 98 tussen Bergen en Quiévrain
Quiévrain grens
RFN 262 000, spoorlijn tussen Douai en Blanc-Misseron